# ناحیه مرکز (بورکینافاسو)
ناحیه مرکز (به لاتین: Centre Region) یک منطقهٔ مسکونی است که در بورکینافاسو واقع شده‌است. ناحیه مرکز ۲٬۸۰۵ کیلومتر مربع مساحت و ۳٬۰۳۲٬۶۶۸ نفر جمعیت دارد.